# Patchin Place
Patchin Place est une voie de New York.

## Situation et accès
Ce cul-de-sac fermé situé le long de la 10th Street et de la Sixième Avenue est situé dans le quartier de Greenwich Village. 

## Origine du nom
Elle porte le nom de Aaron Patchin, l'un des propriétaire du terrain.

## Historique
Le lieu qui devint Patchin Place faisait autrefois partie d'une ferme appartenant à Peter Warren. 
En 1799, il fut vendu à Samuel Milligan, qui le transmit plus tard à son beau-fils, Aaron Patchin. Les immeubles qui occupent maintenant le site furent érigés en 1848 ou 1849. Plusieurs guides disent qu'ils étaient destinés à être des maisons d'hébergement pour les serveurs basques qui travaillaient à Brevoort House Hotel sur la Cinquième Avenue, mais le Brevoort ne fut pas construit avant 1855. Les pièces étaient petites, et à l'époque, la rue était bruyante à cause de sa proximité des vendeurs de Jefferson Market.

### De nos jours

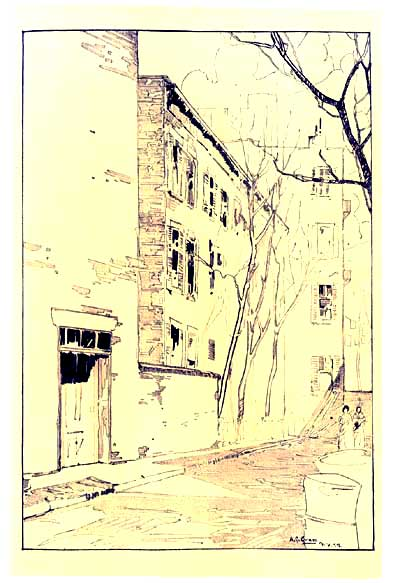
Un livre de 1917, à propos de Greenwich Village, dans lequel cette illustration fut publiée, décrivait Patchin Place comme "l'une des petites impasses perdues et étranges donnée aux Villagers".

Patchin Place n'a pratiquement pas changé. Il y est même maintenu un réverbère au gaz du XIXe siècle - il en existe seulement deux à New York, et c'est le seul qui offre encore de la lumière, bien que l'éclairage soit à présent électrique.
Les coutumes y ont changé, cependant, la même tranquillité qui attira autrefois les écrivains et artistes attire maintenant les cabinets de psychothérapie, qui s'y installèrent dans les années 1990, transformant la rue en ce qu'un psychothérapeute appela la "rangée de thérapie". En 2003, Patchin Place accueillait 35 résidents et 15 bureaux de thérapeutes.

## Bâtiments remarquables et lieux de mémoire
Ses dix maisons de brique en rangée accueillirent plusieurs écrivains connus, dont Theodore Dreiser, E. E. Cummings, et Djuna Barnes, faisant de Patchin Place un arrêt obligatoire des visites de Greenwich. Aujourd'hui, l'endroit est populaire pour des bureaux de psychothérapies.
- Djuna Barnes (1941–1982)
- Ralph Albert Blakelock (1853–1861, alors qu'il n'est encore qu'un enfant)[3]
- Randolph Bourne[7]
- Marlon Brando (circa 1943, il logeait avec sa sœur)[8]
- Louise Bryant (avec John Silas Reed)[9]
- E. E. Cummings (1923–1962)
- Theodore Dreiser[6]
- Alyse Gregory[7]
- Harold Hersey[10]
- John Howard Lawson (16 ans)[9]
- John Masefield[11]
- John Cowper Powys (1923–1929)[12],[13]
- John Silas Reed (avec Louise Bryant, y commençant à écrire Dix jours qui ébranlèrent le monde)[9],[14]